# グロモフ・ウィッテン不変量
数学、特にシンプレクティックトポロジーや代数幾何学では、グロモフ・ウィッテン(GW)不変量(Gromov–Witten (GW) invariant)は、ある状況下では、与えられたシンプレクティック多様体の中で決められた条件にあう擬正則曲線(pseudoholomorphic curve)を数える有理数である。GW不変量は、ホモロジーやコホモロジー類として適切な空間の中に実現され、あるいは量子コホモロジーの変形されたカップ積として実現される。これらの不変量は、以前は識別できなかったシンプレクティック多様体を識別することに使われる。GW不変量はまた、閉じたタイプ IIA弦理論で重要な役目を果たす。GW不変量は、ミハイル・グロモフ(Mikhail Leonidovich Gromov)とエドワード・ウィッテン(Edward Witten)の名前にちなんでいる。
数学的に厳密なグロモフ・ウィッテン不変量の定義は、長く難しいので、安定写像という記事と分けて扱う。本記事では、何が不変を意味するか、どのようにして計算するか、なぜグロモフ・ウィッテン不変量が重要なのかのより直感的な説明を試みる。

## 定義
以下にグロモフ・ウィッテン不変量を定義する。
- X : 次元 2k の閉じたシンプレクティック多様体
- A : X の 2-次元ホモロジー類
- g : 非負な整数
- n : 非負な整数

4つ組 (X, A, g, n) に付随するグロモフ・ウィッテン不変量を定義する。{\displaystyle {\overline {\mathcal {M}}}_{g,n}} を、X 上のシンプレクティック形式と整合性(compatible)を持つ概複素構造 J を選んでおき、n 個のマークされた点を持ち、種数 g の曲線のドリーニュ・マンフォードのモジュライ空間(Deligne–Mumford moduli space of curves)とし、{\displaystyle {\overline {\mathcal {M}}}_{g,n}(X,A)} でクラス A の X への安定写像のモジュライ空間を表すとすると、{\displaystyle {\overline {\mathcal {M}}}_{g,n}(X,A)} の元は次の形をしている。
{\displaystyle (C,x_{1},\cdots ,x_{n},f)},
ここに、C は n 個のマークされた点 x1, ..., xn を持つ（安定である必要はない）曲線であり、f : C → X は擬正則写像である。モジュライ空間の次元は、
{\displaystyle d:=2c_{1}^{X}(A)+(2k-6)(1-g)+2n.}
である。
{\displaystyle \mathrm {st} (C,x_{1},\cdots ,x_{n})\in {\overline {\mathcal {M}}}_{g,n}(X,A)}
を安定化された曲線を表すとしよう。
{\displaystyle Y:={\overline {\mathcal {M}}}_{g,n}\times X^{n},}
とすると、Y は実次元 6g - 6 + 2kn となっている。すると次の評価写像(evaluation map)が存在する。
{\displaystyle {\begin{cases}\mathrm {ev} :{\overline {\mathcal {M}}}_{g,n}(X,A)\to Y\\\mathrm {ev} (C,x_{1},\cdots ,x_{n},f)=\left(\mathrm {st} (C,x_{1},\cdots ,x_{n}),f(x_{1}),\cdots ,f(x_{n})\right).\end{cases}}}
評価写像は、M の基本類を次によって表される Y の d-次元有理ホモロジークラスへ写像する。
{\displaystyle GW_{g,n}^{X,A}\in H_{d}(Y,\mathbf {Q} ).}
ある意味で、このホモロジー類はデータ g と n と A に対する X のグロモフ・ウィッテン不変量である。これはシンプレクティック多様体 X のシンプレクティック同相の不変量である。
グロモフ・ウィッテン不変量を幾何学的に理解するためには、β を {\displaystyle {\overline {\mathcal {M}}}_{g,n}} の中のホモロジー類とし、α1, ..., αn を X の中のホモロジー類として、 β, α1, ..., αn の余次元の和が、d に等しくなるようにする。これらはキネットの公式(Künneth formula)により、Y のホモロジー類を引き起こす。
{\displaystyle GW_{g,n}^{X,A}(\beta ,\alpha _{1},\ldots ,\alpha _{n}):=GW_{g,n}^{X,A}\cdot \beta \cdot \alpha _{1}\cdot \cdots \cdot \alpha _{n}\in H_{0}(Y,\mathbf {Q} ),}
となるとする。ここに {\displaystyle \cdot } は、Y の有理ホモロジーの交叉積を表す。この値は有理数であり、与えられたクラスに対しグロモフ・ウィッテン不変量である。この数は、擬正則曲線の「仮想的」数を与える（クラス A の中の種数 g でドリーニュ・マンフォード空間の β-部分の領域を持っている） n 個のマークされた点は αi を表しているサイクルへ写像される。
簡単に言うと、GW不変量はどのくらい多くの曲線が X の n 個の選ばれた部分多様体と交叉するのかの数を数える。しかしながら、数の「仮想的」性質のために、数自体が期待されるような自然数である必要はない。安定写像の空間はオービフォールドであり、イソトロピーの点は不変量に対して非整数の値で寄与する。
この構成には膨大な変形があり、ホモロジーに代わりコホモロジーが使われたり、積分が交叉となったり、ドリーニュ・マンフォードの空間からのプルバックされたチャーン類はや、また、積分であったりする。

## 計算のテクニック
一般に、グロモフ・ウィッテン不変量は計算することが難しい。グロモフ・ウィッテン不変量は、任意の一般的な概複素構造 J に対して定義されると、{\displaystyle {\bar {\partial }}_{j,J}} 作用素の線形化 D は全射である。それらは、特別に選択された J について計算されねばならない。最も便利な方法は、非生成的な可積分性を持つといった、特別な性質を持った J を選択することである。実際、計算はしばしば代数幾何学のテクニックを使いケーラー多様体の上で実行される。
しかし、特別な J は全射ではない D と、従って期待するよりも大きな擬正則曲線のモジュライ空間を引き起こすかもしれない。大まかには、障害バンドルと呼ばれる D の余核から形成することで、この効果を補正し、従って、障害バンドルのオイラー類の積分としてGW不変量を再現できる。このアイデアをさらに詳しく知るには、倉西構造を使い重要なテクニカルな議論をする必要がある。
主要な計算上のテクニックは局所化である。これは X がトーリック多様体のときに適用され、このことは X が複素トーラス上が上に作用しているか、あるいは最低局所トーリックを意味する。すると、マイケル・アティヤ(Michael Atiyah)とラウル・ボット(Raoul Bott)のアティヤ・ボットの不動点定理を使い、還元、もしくは局所化し、GW不変量の計算を作用の固定点軌跡上の積分として計算する。
もうひとつのアプローチは、より容易に計算することができるGW不変量を持つ、ひとつ以上の他の空間へ X を関連付けることによりシンプレクティック手術を施すことである。もちろん、まず、手術の下で不変量がどのように振る舞うかを理解せねばならない。そのような応用のため、しばしばより精巧な相対GW不変量が使われ、相対GW不変量は実余次元 2 の X のシンプレクティック部分多様体に沿った特定の接触条件を持つ曲線の数を数える。

## 関連する不変量と他の構成
GW不変量は幾何学の多くの他の考え方と密接に関連している。そこにはシンプレクティックなカテゴリではドナルドソン不変量やサイバーグ・ウィッテン不変量が、代数的なカテゴリではドナルドソン・トーマス理論が含まれている。コンパクトな 4次元シンプレクティック多様体に対し、クリフォード・タウベス(Clifford Taubes)は、GW不変量の変形（タウベスのグロモフ不変量(Taubes's Gromov invariant)は、サイバーグ・ウィッテン不変量に等しいことを示した。それらは、ドナルドソン・トーマス不変量やゴパクマー・ヴァッファ不変量と同じ情報を持っていることが予想されている。
GW不変量は、代数幾何学のことばを使い定義することもできる。GW不変量は、代数幾何学の古典的な数え上げ不変量と一致することもある。一般にはGW不変量は、数え上げ不変量の中ではひとつの重要な位置を占める。すなわち、どのように曲線が貼り合わされるのかを記述する結合法則の存在である。GW不変量は、X の量子コホモロジー環へ組み込むことができる。量子コホモロジー環は通常のコホモロジーの変形である。GW不変量の結合法則は、変形カップ積の結合関係を形成する。
量子コホモロジー環は、パンツペア積を持つシンプレクティックフレアーホモロジーに同型であることが知られている。

## 物理学での応用
グロモフ・ウィッテン不変量は、一般相対論と量子力学を統一しようとする試みである物理学の分野である弦理論で興味を持たれている。この理論では、基本粒子で始まる宇宙の万物が、小さな弦から作られているとする。弦が時空の中を移動するとき、軌跡として曲面ができ、この極限を弦のワールドシートと呼ぶ。不幸にも、そのようなパラメトライズされた曲面のモジュライ空間は、すくなくとも前提的には、無限次元である。この空間上には適切な測度が知られていないので、経路積分が厳密に定義できない。
状況は、閉じたA-モデルとして知られる変形で改善される。ここでは 6次元の時空であり、シンプレクティック多様体を形成していて、ワールドシートが必然的に擬正則曲線によりパラメトライズされ、有限次元のモジュライ空間となることが判明している。従って、GW不変量は、モジュライ空間上の積分として、理論の経路積分である。特に、種数 g での A-モデルの自由エネルギーは、種数 g のGW不変量の母函数である。